# Relaciones España-Tonga
Las Relaciones España-Tonga son las relaciones internacionales entre estos dos países. Tonga no tiene embajada en España. La Embajada de España en Wellington, Nueva Zelanda, está acreditada ante Tonga.

## Relaciones diplomáticas
España mantiene relaciones diplomáticas con Tonga desde el 16 de noviembre de 1979, pero no dispone de Embajada residente en aquel país, que se halla bajo la jurisdicción de la Embajada de España en Wellington. La lejanía geográfica y la escasez de lazos históricos –presencia de navegantes españoles a finales del siglo XVIII- explican el bajo nivel de relaciones bilaterales entre los dos países, que se canalizan principalmente a través de las instituciones de la UE, incluyendo la ayuda al desarrollo.

## Relaciones económicas
El comercio entre ambos países es muy reducido. España importa pescados y algunos productos agrícolas y exporta maquinaria, alimentos y otras manufacturas.

## Cooperación
La cooperación con Tonga se realiza a través de la Delegación en Suva, Fiyi, del Servicio Exterior de la Unión Europea. Al amparo del Acuerdo de Cotonú, Tonga recibe ayuda del Fondo Europeo de Desarrollo Regional, que incluyó asistencia por valor de 15 millones de euros de 2008 a 2013. Esta ayuda se centró en energías renovables (7 millones de €), en el impacto de la crisis económica y financiera a través del mecanismo Vulnerability-FLEX (5,5 millones de €), y en la asistencia al cambio climático, financiado a través del marco de la Alianza por el Cambio Climático Global, incluyendo:
- Construcción de un mecanismo de protección contra el cambio climático con la colaboración de la Universidad del Pacífico Sur.
- Promoción de estrategias de sostenibilidad a largo plazo en colaboración con el Secretariado de la Comunidad del Pacífico.
- Reducción del riesgo de desastres (20 millones de euros para las 15 Islas del Pacífico ACP).

El 11º Programa Indicativo Nacional del Fondo Europeo para el Desarrollo 2014-2020, asigna 11.1 millones de euros para el Reino de Tonga de los cuales el 90% (10 millones de €) será asignado al sector energía. Cabe destacar la estrecha relación y coordinación de la ayuda entre la UE y otros donantes como Australia, Nueva Zelanda, Japón, el Banco Mundial y el Banco Asiático para el Desarrollo.